# Pluralismo en la economía
El movimiento de pluralismo en la economía es una campaña para eliminar cualquier monismo en la economía, incluyendo el monismo sustantivo y metodológico que sus proponentes creen que domina la economía ortodoxa académica actual. Aunque se ha considerado que la economía siempre muestre el pluralismo científico, el movimiento pluralista en la economía ve la metodología subyacente de los estudios económicos como ser monista en su enfoque - teoréticamente e institucionalmente. Los grupos pluralistas fomentan la inclusión de una variedad amplia de teorías neoclásicas y heterodoxas - incluyendo la economía austríaca, feminista, marxista, institucional, social y evolucionaria - algunos afirmando que "cada tradición de pensamiento añade algo único y valoroso a la erudición económica."
El movimiento actual del pluralismo surgió durante los años 1990, cuando muchos críticos de la economía ortodoxa empezaron describirse como proponentes del pluralismo - y formaron grupos o organizaciones como la Confederación Internacional de Asociaciones para la Reforma en la Economía (ICARE) o el movimiento de economía post-autista. Campañas para conseguir la atención pública y académica fueron lanzadas, incluyendo una "rebelión" de estudiantes en la École Normale Supérieure en 2000, y una petición publicada como un anuncio pagado en la edición de mayo de 1992 del American Economic Review, que describió a sí mismo como una "petición para una economía pluralista y rigorosa". Sin embargo, varios críticos de la economía ortodoxa no favorecieron la práctica pluralista, y a menudo llamaron por "reforma" - algo que provocó que muchas organizaciones pluralistas se distancieren. Por ejemplo, ICARE se convirtió en ICAPE - reemplazando la R ("reforma") con un P ("pluralismo") en su nombre, afirmando que "'reforma' ... no caracteriza correctamente la naturaleza o el propósito de nuestra organización...".